# Saint-Rambert-en-Bugey
Saint-Rambert-en-Bugey es una comuna francesa del departamento de Ain, en la región de Auvernia-Ródano-Alpes.

## Demografía
| 3 643 | 2 866 | 2 936 | 2 857 | 2 439 | 2 161 | 2 112 | 2 065 | 2 167 | 2 240 |
| Para los censos de 1962 a 1999 la población legal corresponde a la población sin duplicidades (Fuente: INSEE [Consultar]) |       |       |       |       |       |       |       |       |       |